# Carthage (Arkansas)
Carthage è una città statunitense situata nello Stato dell'Arkansas, nella Contea di Dallas.